# Linnaemya pellex
Linnaemya pellex là một loài ruồi trong họ Tachinidae.